# Hansboro
Hansboro è un centro abitato (city) degli Stati Uniti d'America, situato nella Contea di Towner, nello Stato del Dakota del Nord, fondata nel 1905.

## Geografia fisica
Secondo i rilevamenti dell'United States Census Bureau, la località di Hansboro si estende su una superficie di 0,50 km², tutti occupati da terre.

## Popolazione
Secondo il censimento del 2000, a Hansboro vivevano 8 persone, ed era presente un unico gruppo familiare. La densità di popolazione era di 16,5 ab./km². Nel territorio comunale si trovavano 13 unità edificate. Per quanto riguarda la composizione etnica degli abitanti, il 100% era bianco.
Per quanto riguarda la suddivisione della popolazione in fasce d'età, il 37,5% era al di sotto dei 18, il 12,5% fra i 18 e i 24, lo 0% fra i 25 e i 44, il 25,0% fra i 45 e i 64, mentre infine il 12,5% era al di sopra dei 65 anni di età. L'età media della popolazione era di 33 anni. Per ogni 100 donne residenti vivevano 60,0 maschi.